# Pithos

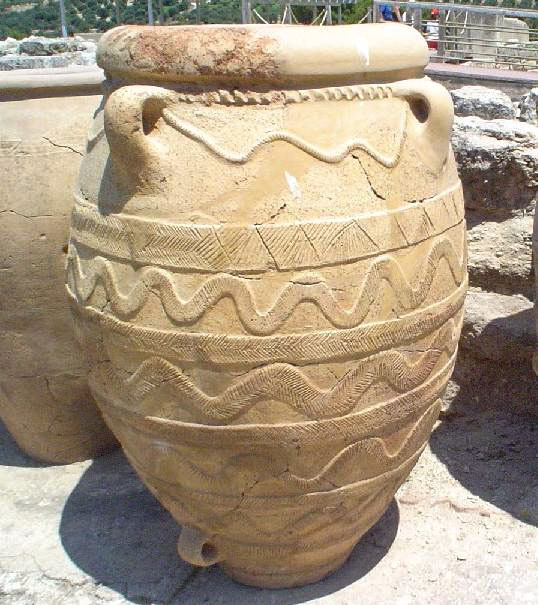
Pithos del yacimiento minoico de Cnosos

Pithos o pitos, del griego antiguo πίθος (el plural es píthoi), es una vasija grande habitualmente de forma ovoide y panzuda, aunque también se han encontrado con forma de barril, esférica, piriforme, ovoide elongada, y con boca ancha o estrecha.
 Se utilizaban para conservar virtualmente cualquier cosa pero, sobre todo, cereales y aceite. Del tipo tinaja y fabricados con una decoración tosca o sin ella, los pitos podían alcanzar una altura superior a la humana. Como recipiente tipo tuvieron su continuación en el dolium de la alfarería romana. 
Típicos del periodo minoico, se hallaron en abundancia entre los restos del Palacio de Cnosos, pero también en el yacimiento arqueológico submarino del pecio de Uluburun, lo que parece certificar su uso en el transporte de mercancías. 
Pithos también es el nombre dado a las vasijas cerámicas de gran tamaño utilizadas por los fenicios y púnicos para el almacenaje y transporte de mercancías. Son de forma esférica u ovoide, con boca ancha, y pueden llevar de dos a cuatro asas, geminadas y de sección circular.

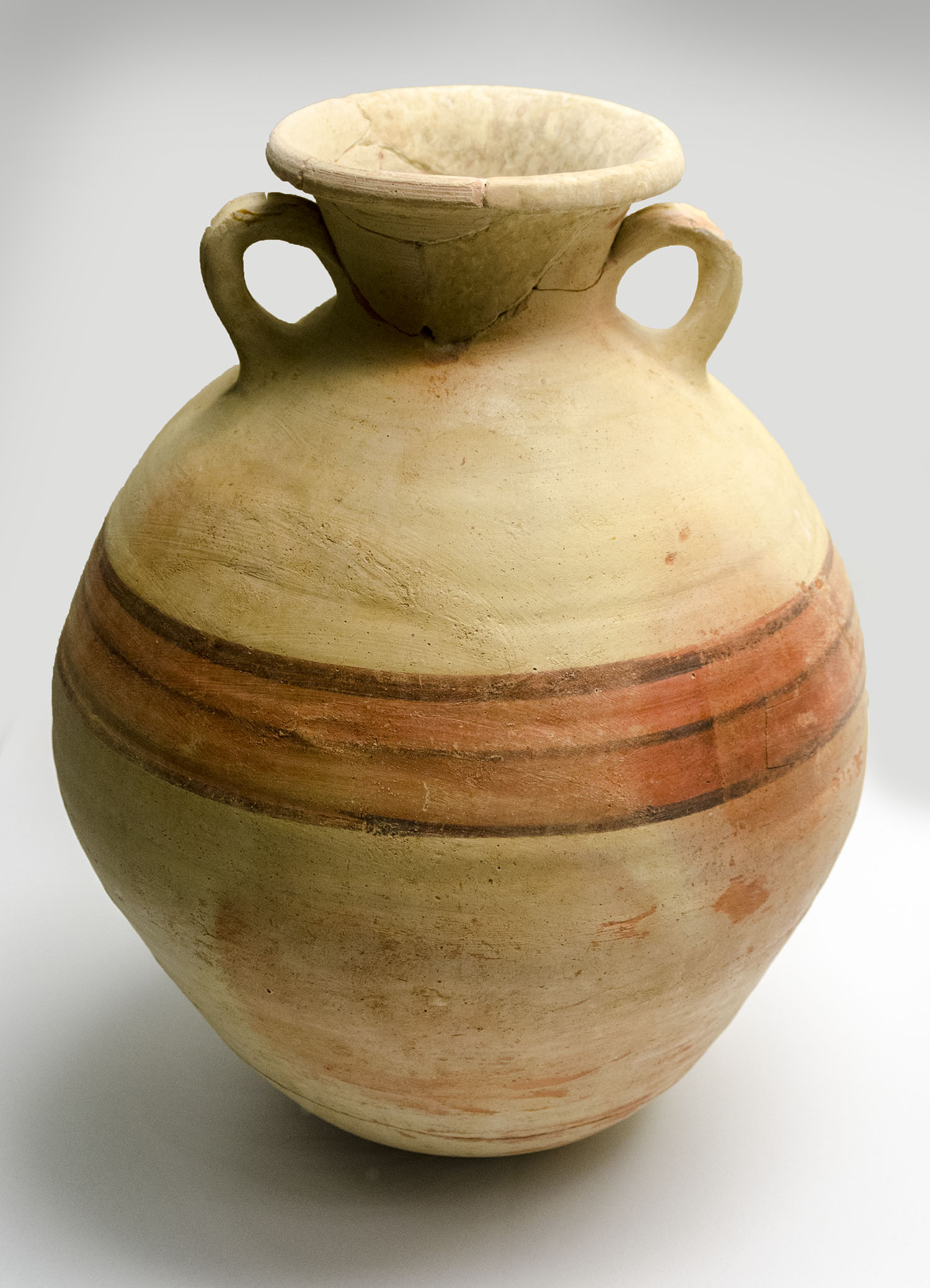
Vasija tartesia hallada en Gades y datada en el siglo vi a. C.

Su decoración es variada, e incluye desde bandas pintadas con engobe rojo, enmarcadas en líneas negras, a simples líneas horizontales en negro. Tanto el tipo de decoración como su forma se difundieron rápidamente entre los poblados indígenas mediterráneos. 
También se utilizaron las de tamaño grande en las necrópolis para depositar dentro los cadáveres en un tipo de inhumación más antigua que la posterior cremación y colocación de las cenizas y fragmentos óseos en urnas cinerarias; así por ejemplo, en la cultura ibérica de El Argar se utilizaron, durante su fase B (1500-1300 a. C.), en enterramientos.